# سامی‌شناسی

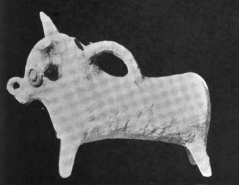
سنگ نگاره

سامی‌شناسی (به انگلیسی: Semitology یا Semitic studies) رشته‌ای دانشگاهی است که به مطالعهٔ زبانهای سامی و ادبیات و تاریخچهٔ مردمان سامی می‌پردازد.